# The Spaghetti Incident?
| Recensione    | Giudizio |
| ------------- | -------- |
| AllMusic      |          |
| Rolling Stone |          |

The Spaghetti Incident? è il quinto album in studio del gruppo musicale statunitense Guns N' Roses, pubblicato il 23 novembre 1993 dalla Geffen Records.
Contiene esclusivamente cover, per la maggior parte di brani punk rock e hard rock realizzati negli anni settanta. Negli Stati Uniti l'album è stato certificato disco di platino per aver venduto un milione di copie.

## Descrizione
Molte tracce del disco furono registrate con il chitarrista ritmico Izzy Stradlin, durante le sessioni per Use Your Illusion I ed Use Your Illusion II (pubblicati entrambi nel 1991).
In origine dovevano far parte di un triplo album, intitolato appunto Use Your Illusion e poi scorporato. Nel 1992 il gruppo era in procinto di registrare le tracce scartate su un EP, con Gilby Clarke al posto di Izzy Stradlin. In seguito decisero di commercializzare un LP per l'anno successivo, e così registrarono altre cover.
Il bassista Duff McKagan cantò in molti brani dell'album, mentre Michael Monroe degli Hanoi Rocks collaborò ad Ain't It Fun.

## Curiosità
- Il titolo dell'album trae ispirazione da un episodio attribuito all'ex batterista Steven Adler nel 1989; secondo i componenti originari, mentre si trovavano in un appartamento a Chicago, Adler nascose i suoi stupefacenti in un frigorifero vicino all'equipaggiamento del gruppo, dove si trovavano prodotti di cucina italoamericana. Il bassista Duff McKagan spiegò che Adler aveva chiamato i suoi stupefacenti con un nome in codice, 'spaghetti' e che la sua tossicodipendenza dell'epoca l'aveva condotto a dissidi col resto del gruppo. Nella sua azione legale contro gli altri componenti nel 1993, l'avvocato di Adler chiese loro chiarimenti sulla "vicenda degli spaghetti", e il gruppo decise di usare questa espressione come titolo dell'album, considerandola divertente.[21]
- Contro la volontà degli altri componenti, Axl inserì come traccia nascosta la cover di Look at Your Game, Girl, canzone scritta dal famigerato serial killer Charles Manson. La canzone dura 2:24 minuti ed inizia pochi secondi dopo il termine dell'ultima canzone, I Don't Care About You.

## Tracce
1. Since I Don't Have You (Beaumont, Rock, Skyliners) - 4:19 (The Skyliners)
2. New Rose (James) - 2:38 (The Damned)
3. Down on the Farm (Garrett, Gibbs, Harper) - 3:28 (UK Subs)
4. Human Being (Johansen, Thunders) - 6:48 (New York Dolls)
5. Raw Power (Pop, Williamson) - 3:11 (The Stooges)
6. Ain't It Fun (Chrome, Laughner) - 5:05 (Dead Boys)
7. Buick Makane (Bolan, Cornell) - 2:40 (T. Rex/Soundgarden)
8. Hair of the Dog (Agnew, Charlton, McCafferty, Sweet) - 3:54 (Nazareth)
9. Attitude (Danzig) - 1:26 (The Misfits)
10. Black Leather (Jones) - 4:08 (Sex Pistols)
11. You Can't Put Your Arms Around a Memory  (Thunders) - 3:35 (Johnny Thunders)
12. I Don't Care About You (Ving) (Fear) / Look at Your Game, Girl (Charles Manson) - 4:51

## Formazione
Gruppo
- W. Axl Rose – voce, tastiere in Since I Don't Have You, kazoo in Human Being
- Slash – chitarra solista, talk box in Hair of the Dog, cori
- Gilby Clarke – chitarra ritmica, cori
- Duff McKagan – basso, chitarra acustica, cori, voce in New Rose, Raw Power, Attitude, You Can't Put Your Arms Around a Memory e I Don't Care About You
- Dizzy Reed – tastiere, pianoforte in Since I Don't Have You, cori
- Matt Sorum – batteria, percussioni, cori

Altri musicisti
- Michael Monroe – voce in Ain't It Fun
- Mike Staggs – chitarra in Ain't It Fun
- Mike Fasano – percussioni in Hair of the Dog
- Richard Duguay – chitarra in You Can't Put Your Arms Around a Memory
- Eddie Huletz – cori in You Can't Put Your Arms Around a Memory
- Blake Stanton – cori in I Don't Care About You
- Eric Mills – cori in I Don't Care About You
- Rikki Ratchman – cori in I Don't Care About You
- Stuart Bailey – cori in I Don't Care About You
- Carlos Booey – chitarra acustica in Look at Your Game, Girl

## Classifiche

### Classifiche settimanali
| Classifica (1993) | Posizione massima |
| ----------------- | ----------------- |
| Australia         | 1                 |
| Austria           | 4                 |
| Canada            | 3                 |
| Finlandia         | 2                 |
| Francia           | 3                 |
| Germania          | 5                 |
| Giappone          | 6                 |
| Italia            | 3                 |
| Norvegia          | 2                 |
| Nuova Zelanda     | 3                 |
| Paesi Bassi       | 4                 |
| Regno Unito       | 2                 |
| Spagna            | 2                 |
| Stati Uniti       | 4                 |
| Svezia            | 2                 |
| Svizzera          | 3                 |

### Classifiche di fine anno
| Classifica (1993) | Posizione |
| ----------------- | --------- |
| Australia         | 29        |
| Canada            | 75        |
| Francia           | 79        |
| Italia            | 25        |
| Paesi Bassi       | 37        |
| Regno Unito       | 56        |
| Classifica (1994) | Posizione |
| Canada            | 38        |
| Germania          | 56        |
| Paesi Bassi       | 67        |
| Stati Uniti       | 61        |
| Svizzera          | 48        |